# Fürstin-Franziska-Christine-Stiftung

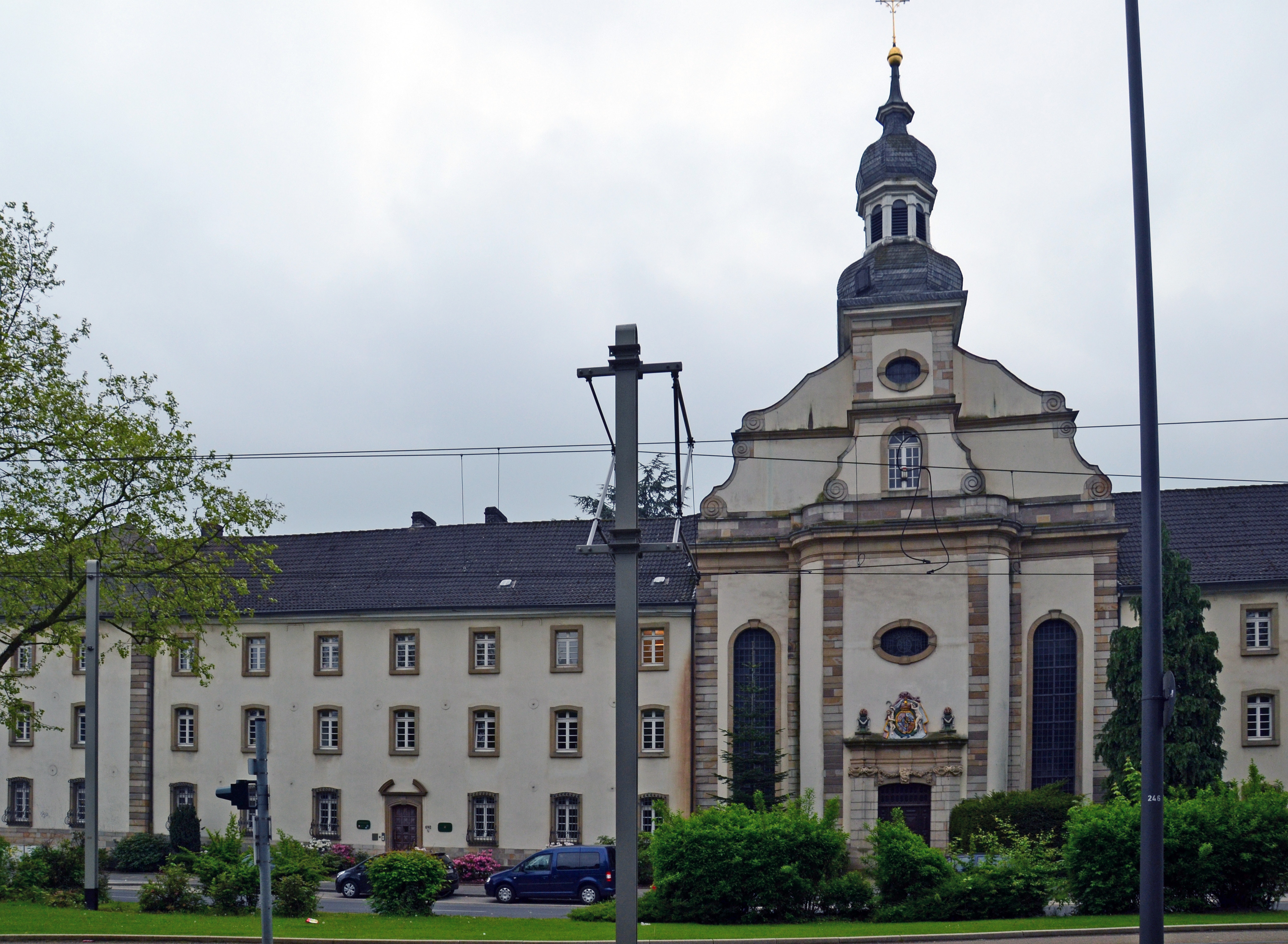
Gebäude mit Kapelle

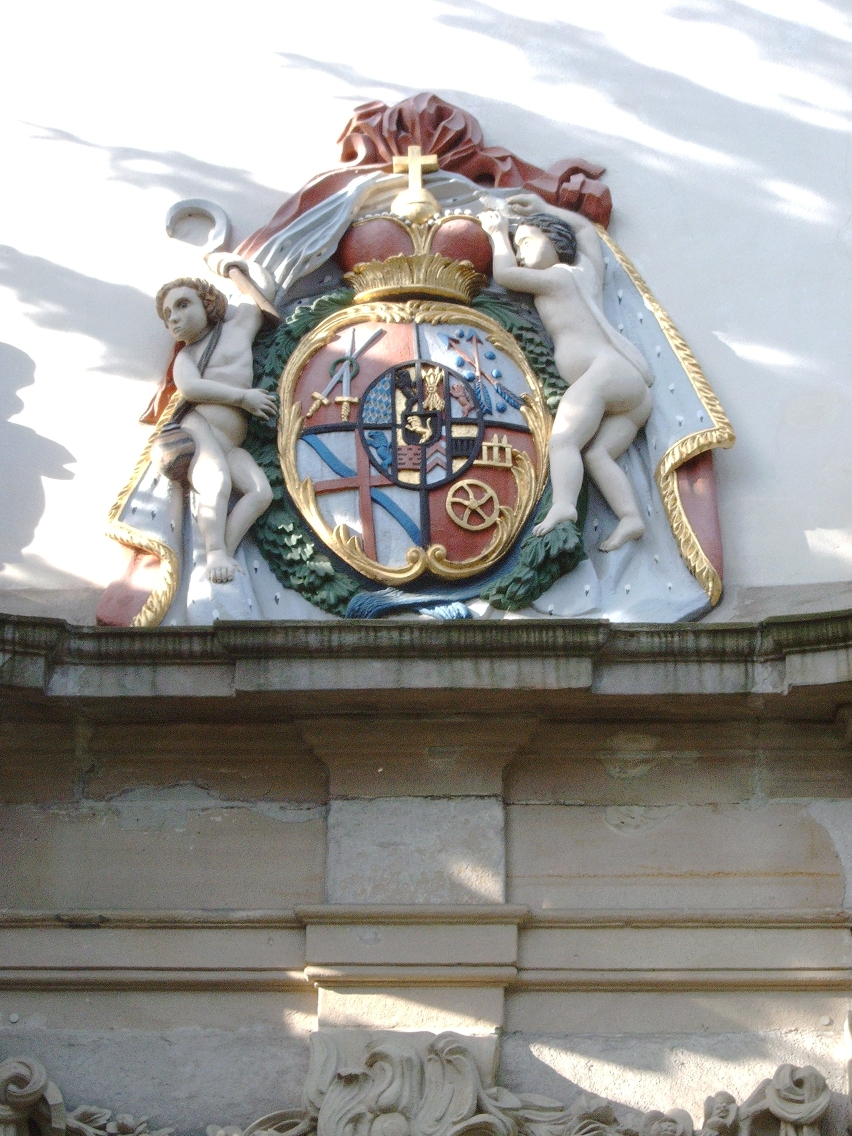
Wappen über dem Eingang der Kirche

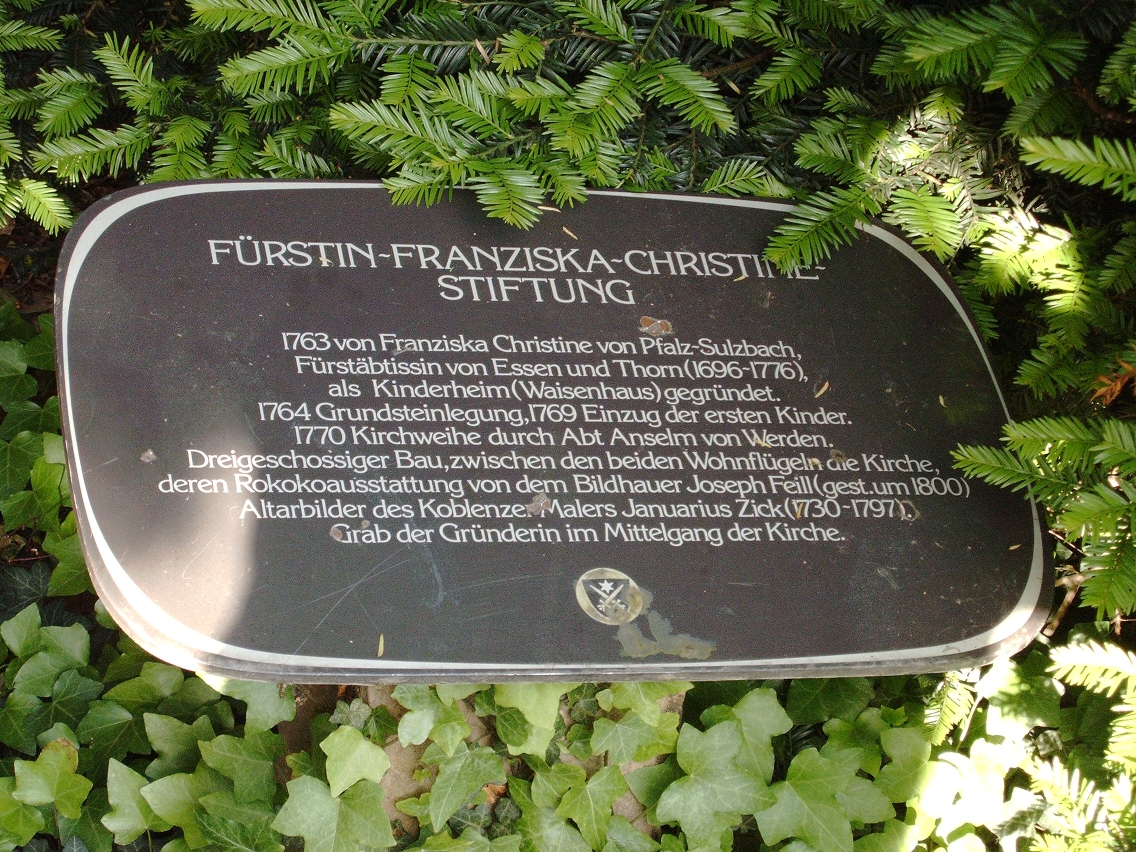
Gedenktafel am Haupteingang

Die Fürstin-Franziska-Christine-Stiftung ist ein 1764 durch die Fürstäbtissin Franziska Christine von Pfalz-Sulzbach gegründetes Waisenhaus im heutigen Essener Stadtteil Steele.

## Geschichte
Der Grundstein für den Bau im Stil des Barocks wurde 1764 gelegt. Auftraggeberin war die Fürstäbtissin Franziska Christine, die zunächst durch Hofbaumeister Kees, und nach dessen Entlassung, durch Johann Georg Leydel die zweiflügelige Anlage errichten ließ, die dann 1769 fertiggestellt wurde. Die Realisierung lag in den Händen des Düsseldorfer Bauunternehmers Joseph Judas. Am 4. Dezember dieses Jahres konnten die ersten Kinder aufgenommen werden. Zwei Gründe führten zur Errichtung des Komplexes, einerseits aus der Not der damaligen Zeit heraus, andererseits sollte sich im westlichen Trakt die Tradition einer fürstlichen Residenz in Steele fortsetzen. Denn in der damaligen Stadt Steele gab es schon seit dem 17. Jahrhundert eine fürstliche Residenz. Mit kurzen Unterbrechungen war Steele zwischen 1655 und 1709 sogar dauerhafter Aufenthaltsort der Essener Fürstäbtissinnen, auch Landtage des Stiftes Essen wurden in Steele abgehalten. Durch diese Verbundenheit erhielt Steele im Laufe der Zeit zahlreiche Privilegien und Begünstigungen. Die christliche Nächstenliebe zu verwaisten Kindern war in der damaligen Zeit nicht selbstverständlich, dennoch  hat die Fürstin durch eine geschickte testamentarische Verfügung, die auch heute noch juristisch nicht anfechtbar ist, eine dauerhafte Existenz der Anstalt sichern können. Deshalb überdauerte sie auch die Säkularisation 1803, sowie die Aufhebung des Stiftes Essen 1806. Mit ihrem gesamten Privatvermögen unterstützte die Fürstäbtissin das Waisenhaus. Bis heute konnte so rund 35.000 Waisenkindern durch Bildung und Erziehung ein besserer Start ins Leben gegeben werden.
Im westlichen Gebäudeflügel, welcher heute nicht frei zugänglich ist, befinden sich noch Ausstattungen, die aus der Zeit der Fürstäbtissin stammen. Dazu gehört ein Gemälde mit dem Namen Mohrenbild. Ein Schwarzer gab dem Bild seinen Namen. Er ist der Kammerdiener Ignatius Fortuna und hier mit der Fürstäbtissin im fürstlichen Gewand abgebildet. Dieser Diener war eng mit ihr verbunden, denn sie sicherte ihn nach ihrem Tod finanziell ab, so dass er, nachdem er am 24. November 1789 verstarb, unterhalb des Turmes in der Residenzkapelle beigesetzt wurde.

### Residenzkapelle
Die zwischen den beiden Wohnflügeln gelegene Residenzkapelle mit Zwiebelturm wurde 1770 durch den Werdener Abt Anselm Sonius geweiht. Das Portal wird vom Essener Fürstenhut bekrönten Wappen der Stifterin geschmückt. Im Kircheninneren befinden sich drei barocke Altaraufbauten mit Figuren des Künstlers Josef Feil aus Münster, einem Mitarbeiter von Johann Conrad Schlaun.
Von Januarius Zick stammen die Gemälde, die im Hochaltar die Aufnahme Mariens in den Himmel, im linken Seitenaltar den Heiligen Josef und im rechten den Heiligen Aloisius, den Patron der Jugend, darstellen. Die Stifterin, die vorletzte Fürstäbtissin des Essener Stifts, die am 16. Juli 1776 verstarb, wurde in einer Gruft unter der Kapelle des Waisenhauses bestattet. Die schlichte Grabplatte befindet sich im Mittelgang.
Zunächst hatte die Kapelle zwei Glocken, die auf f und b gestimmt waren. Im November 1937 kam eine dritte, auf d gestimmte Glocke hinzu. Sie wurde am 5. November des Jahres bei der Glockengießerei Petit & Gebr. Edelbrock gegossen und hatte ein Gewicht von 175 Kilogramm. Die Weihe dieser Glocke fand am Sonntag, den 28. November 1937 statt. Zu Mariä Empfängnis des Jahres läutete sie erstmals.

## Waisenhaus heute
Aus dem ehemaligen Waisenhaus ist heute ein differenziertes Betreuungsangebot für Kinder geworden. Neben den Kinderregelgruppen gibt es heilpädagogische Gruppen, sowie Verselbständigungsgruppen für Jugendliche ab 16 Jahren. Die Kindernotaufnahme Matthias-Sommer-Haus wurde im Oktober 2004 von der Fürstin-Franziska-Christine-Stiftung übernommen. Neben der Kinderbetreuung bietet die Fürstin-Franziska-Christine-Stiftung Wohnungen für Senioren, vollstationäre Pflege, eine Kurzzeitpflege und eine Tagespflege an.
Der Gebäudekomplex ist 1985 in die Denkmalliste der Stadt Essen eingetragen worden.